# الغرابنة (بني سعد)

تعديل مصدري - تعديل

الغرابنة هي إحدى قرى عزلة قرن المسجد بمديرية بني سعد التابعة لمحافظة المحويت، بلغ تعداد سكانها 61 نسمة حسب تعداد اليمن لعام 2004.